# Hagfors kommun
Hagfors kommun er en kommune i Värmlands län, Sverige med 13.000 indbyggere (2006).
60°02′00″N 13°39′00″Ø / 60.033333333333°N 13.65°Ø